# Cylista viduata
Cylista viduata is een zeeanemonensoort uit de familie Sagartiidae. De wetenschappelijke naam van de soort werd in 1776 als Actinia viduata gepubliceerd door Otto Friedrich Müller.